# FIFA Football 2005
Fifa Football 2005 utkom 2004 och är ett fotbollsspel till PC och spelkonsolerna Xbox, Playstation 2 och Gamecube där man kan välja bland hundratals fotbollslag. Man kan spela med eller mot kompisar om man har två handkontroller. Om man spelar på karriärläge kan man ta över ett lag i femton säsonger som tränare och köpa och sälja spelare. Man kan också möta andra lag i fotbollsmatcher och försöka att vinna. Det finns också olika svårighetsgrader; Amatör, Semiproffs, Världsklass.

## Soundtrack
- Air - "Surfing on a Rocket"
- Brothers (musikgrupp) - "Dieci Cento Mille"
- Nortec Collective - "Almada"
- Debi Nova - "One Rhythm (Do Yard Riddim Mix)"
- Emma Warren - "She Wants You Back"
- Faithless - "No Roots"
- Ferry Corsten - "Rock Your Body, Rock"
- Flogging Molly - "To Youth (My Sweet Roisin Dubh)"
- Franz Ferdinand - "Tell Her Tonight"
- Future Funk Squad - "Sorcerary"
- Gusanito - "Vive La Vida"
- Head Automatica - "Brooklyn Is Burning"
- Inverga + Num Kebra - "Eu Perdi Você"
- Ivete Sangalo - "Sorte Grande"
- INXS - "What You Need (Coldcut Force Mix 13 Edit)"
- José - "A Necessidade"
- Los Amigos Invisibles - "Esto Es Lo Que Hay (Reggaeton Remix)"
- La Mala Rodríguez - "Jugadoras, Jugadores"
- Mañana - "Miss Evening"
- Marcelo D2 - "Profissão MC"
- Miss J - "Follow Me"
- Morrissey - "Irish Blood, English Heart"
- Nachlader - "An die Wand"
- New Order - "Blue Monday"
- Oomph! - "Augen Auf!"
- Paul Oakenfold - "Beautiful Goal (EA Sports Football Theme)"
- Sandro Bit - "Ciao Sono Io"
- Sarah McLachlan - "World on Fire (Junkie XL Remix)"
- Scissor Sisters - "Take Your Mama"
- Seeed - "Release"
- Sneak Attack Tigers - "The End of All Good"
- Sôber - "Cientos de Preguntas"
- Soul'd Out - "1,000,000 Monsters Attack"
- The Sounds - "Seven Days a Week"
- The Soundtrack of Our Lives - "Karmageddon"
- The Streets - "Fit But You Know It"
- Wayne Marshall - "Hot in the Club"
- Zion y Lennox ft. Angel Doze - "Ahora"

### Fotnoter
1. ↑  ”FIFA Soccer 2004” (på engelska). Mobygames. 10 mars 2004. http://www.mobygames.com/game/fifa-soccer-2005. Läst 18 juni 2016.